# Овсянников, Денис Сергеевич
Дени́с Серге́евич Овся́нников (бел. Дзяніс Сяргеевіч Аўсяннікаў; род. 1 марта 2007 года, Витебск, Беларусь) — белорусский футболист, нападающий клуба «МЛ Витебск» и молодёжной сборной Беларуси.

## Клубная карьера
Футболом начал заниматься в футбольных системах витебских и брестских клубов, в 2022 году присоединился к Академии АБФФ. В 2024 году был включён в состав команда из игроков юношеской сборной, которая заявилась в Первую лигу. Дебютировал 6 апреля в домашнем матче против «Бумпрома», выйдя в стартовом составе. Первый гол забил 4 мая в ворота «Нивы» из Долбизно. Главный тренер команды и сборной Павел Евсеенко положительно отзывался об Овсянникове, называя его одним из лидеров лиги. В октябре получил травму, пропустив конец сезона. 8 января 2025 года перешёл в клуб Высшей лиги «МЛ Витебск», подписав первый профессиональный контракт в карьере. Дебютировал 8 марта в домашнем матче Кубка против «Белшины», заменив на 62-й минуте Дениса Козловского. В высшем дивизионе впервые на поле появился 12 апреля в игре с «Нафтаном», выйдя на замену Козловскому на 80-й минуте и забив мяч на 82-й. Помог клубу к середине дебютного сезона в Высшей лиге занять первое место в таблице.

## Национальная сборная
Неоднократно вызывался в национальные сборные разных возрастов. За сборную до 16 лет дебютировал 28 августа 2022 года в гостевом товарищеском матче против сборной России. 1 ноября в товарищеском матче против сборной Венгрии забил дебютный гол за «белакрылых». В составе сборной до 17 лет принимал участие в отборе к Евро 2024.